# Comitès de Solidaritat amb els Patriotes Catalans
Els Comitès de Solidaritat amb els Patriotes Catalans (CSPC) foren una plataforma independentista antirepressiva catalana, creada arran de les detencions el 2 de juny de 1979 dels militants d'Independentistes dels Països Catalans (IPC) Griselda Pineda, Frederic Bentanachs, Montserrat Ginestà, Josep Figuerola i Joaquim Pelegrí, acusats de pertànyer a Terra Lliure.
Pretenia ser la continuadora de Socors Català (que funcionà entre 1977 i 1981) i, de la mateixa manera que al País Basc feien les Gestores Pro Amnistia, portaven a terme la defensa política dels independentistes empresonats. El primer punt de la seva declaració de principis recollia que "Els Comitès de Solidaritat amb els Patriotes Catalans som un moviment de defensa i suport de tots els independentistes catalans empresonats, exiliats i represaliats per les forces d'ocupació."
Era organitzat sobre una base territorial de comitès de barri i de poble o comarca. El seu organisme dinamitzador era la Coordinadora, que es reunia un cop la setmana, i on eren representats, a més dels comitès locals, les comissions de treball de premsa i propaganda, advocats, economia, i altres d'específiques. La seva funció principal era la defensa política de tots els patriotes morts, empresonats o refugiats en la lluita per la Independència dels Països Catalans. Editava la revista bimestral Clam.
Es va anar configurant com la primera organització unitària i d'àmplia base de l'independentisme català, i per aquest marcarà progressivament les concentracions independentistes al Fossar de les Moreres en commemoració de la Diada Nacional de Catalunya, en el seu contingut polític popularitzant el lema Llibertat patriotes catalans. També va estar present en els actes d'organització del Moviment de Defensa de la Terra i Catalunya Lliure, tot i que mantenint la seva independència. També assistí a la Universitat Catalana d'Estiu per a denunciar la situació dels presos independentistes.
Alhora organitzà autocars per a protestar contra la demanda d'extradició de Manuel Viusà el 1979, participà en l'acte de la Crida a la Solidaritat al Camp Nou el 1981 i organitzà protestes contra les detencions de Pere Bascompte i Jaume Llussà el 1983, contra les detencions de Jaume Fernàndez i Calvet, Montserrat Tarragó i Carles Sastre el 1985, les de Carles Castellanos i Llorenç, Sebastià Datzira i Marcel·lí Canet el 1988, i contra l'onada de detencions de 1992 que portà a la dissolució de Terra Lliure i la integració d'alguns dels seus militants a ERC.
Els CSPC van continuar actius fins a principis de 1996, quan van sortir en llibertat els darrers independentistes detinguts durant el 1992. El seu darrer Clam va aparèixer el març de 1996, i contenia un article que anunciava un canvi d'etapa i noves formes repressives contra el moviment independentista.